# Oxus (Marte)
Oxus  è una caratteristica di albedo della superficie di Marte.